# Alex Hassell

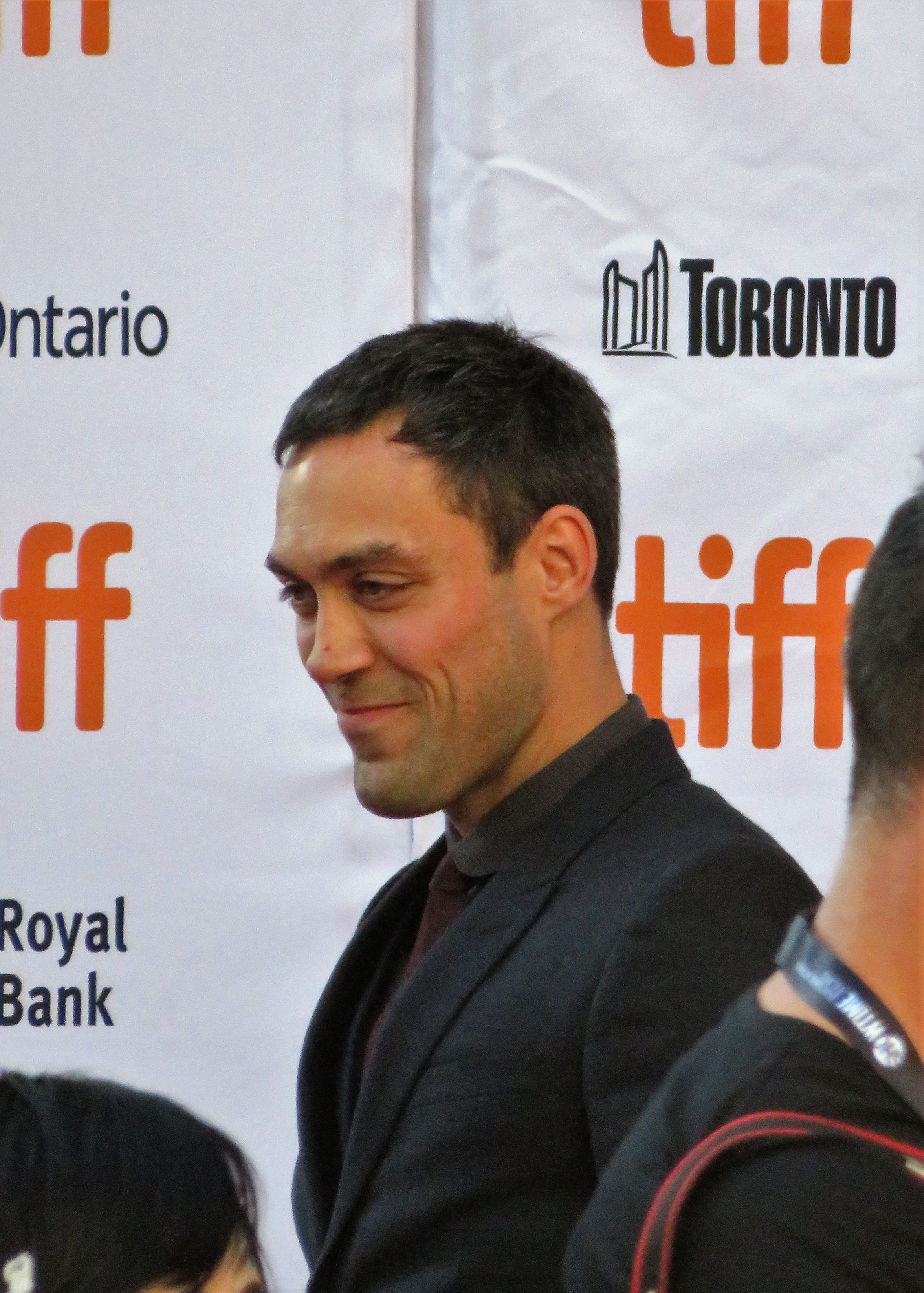
Hassell beim Toronto Film Festival 2017

Alexander Stephen Hassell (* 7. September 1980 in Southend-on-Sea, Essex, England) ist ein britischer Schauspieler. Er ist Mitgründer der The Factory Theatre Company.

## Leben
Hassell ist das jüngste von vier Kindern eines Pfarrers. Nach dem Abschluss der GCSE- und A-Level-Kurse an der Moulsham High School in Chelmsford, Essex, absolvierte er eine Ausbildung an der Central School of Speech and Drama.
Er war in einer Reihe von Bühnenrollen zu sehen, zuletzt als Hal in Heinrich IV., Teil 1 und 2, und Heinrich in Heinrich V., für die Royal Shakespeare Company. Seine erste Hollywood-Rolle übernahm er in George Clooneys Film Suburbicon (2017). Im selben Jahr war er im Fernsehmehrteiler The Miniaturist – Die Magie der kleinen Dinge. Er trat auch als Translucent in der ersten Staffel der Fernsehserie The Boys (2019) auf und spielte den Vicious in der Netflix-Serie Cowboy Bebop.

## Filmografie (Auswahl)
- 2001: Queen of Swords (Fernsehserie, 1 Episode)
- 2001: Hawkins (Fernsehfilm)
- 2003: Murder in Mind (Fernsehserie, 1 Episode)
- 2003: Vor ihren Augen (Danielle Cable: Eyewitness, Fernsehfilm)
- 2003: Death in Holy Orders (Fernsehserie, 2 Episoden)
- 2003: Boudica (Fernsehfilm)
- 2003: Unterwegs nach Cold Mountain (Cold Mountain)
- 2003: The Private Life of Samuel Pepys (Fernsehfilm)
- 2005: Kenneth Tynan: In Praise of Hardcore (Fernsehfilm)
- 2005: Murphy′s Law (Fernsehserie, 1 Episode)
- 2006: Robin Hood (Fernsehserie, 2 Episoden)
- 2006: Torchwood (Fernsehserie, 1 Episode)
- 2007: Bonkers (Fernsehserie, 7 Episoden)
- 2008: The Sick House – Der Tod ist ansteckend (The Sickhouse)
- 2008: Love Soup (Fernsehserie, 1 Episode)
- 2008: The Bill (Fernsehserie, 1 Episode)
- 2009: A Midsummer Night′s Dream (Fernsehfilm)
- 2009: Legend of the Seeker – Das Schwert der Wahrheit (Legend of the Seeker, Fernsehserie, 1 Episode)
- 2009: Miranda (Fernsehserie, 1 Episode)
- 2011: Hustle – Unehrlich währt am längsten (Hustle, Fernsehserie, 1 Episode)
- 2011: Anonymous
- 2012: The Grind
- 2013: The Cop – Crime Scene Paris (Jo, Fernsehserie, 1 Episode)
- 2013: Way to Go (Fernsehserie, 1 Episode)
- 2013: Life of Crime (Fernsehserie, 2 Episoden)
- 2013: Big Thunder (Fernsehfilm)
- 2014: Silent Witness (Fernsehserie, 2 Episoden)
- 2014: Miss in Her Teens
- 2015: Two Down
- 2017: Suburbicon
- 2017: The Miniaturist – Die Magie der kleinen Dinge (The Miniaturist, Miniserie, 3 Episoden)
- 2018: The Isle
- 2018: Genius (Fernsehserie, 2 Episoden)
- 2018: The Bisexual (Fernsehserie, 1 Episode)
- 2019: Grantchester (Fernsehserie, 1 Episode)
- 2019: The Boys (Fernsehserie, 3 Episoden)
- 2019: The Red Sea Diving Resort
- 2021: Macbeth (The Tragedy of Macbeth)
- 2021: Cowboy Bebop (Fernsehserie, 10 Episoden)
- 2022: His Dark Materials (Fernsehserie)
- 2022: Violent Night
- 2023: Everything Now (Fernsehserie, 8 Episoden)
- 2024: Die junge Frau und das Meer (Young Woman and the Sea)
- 2024: Rivals (Fernsehserie, 8 Episoden)

## Synchronstimmen
In den Filmen The Red Sea Diving Resort und Suburbicon wurde Hassell von Robert Glatzeder gesprochen. Pascal Breuer übernahm seine Stimme 2017 in The Miniaturist – Die Magie der kleinen Dinge, weitere Sprechrollen übernahmen Markus Pfeiffer 2013 in The Cop – Crime Scene Paris und Peter Lontzek 2018 in Genius. Seit 2019 wird er von Alexander Doering gesprochen (The Boys, Cowboy Bebop). In der britischen Erfolgsserie Rivals (2024) wird er von Timo Weisschnur synchronisiert.